# Exitianus selbyi
Exitianus selbyi är en insektsart som beskrevs av Evans 1938. Exitianus selbyi ingår i släktet Exitianus och familjen dvärgstritar. Inga underarter finns listade i Catalogue of Life.